# Малая колпица
Ма́лая ко́лпица (лат. Platalea minor) — крайне редкий вид птиц семейства ибисовых.

## Описание
Длина тела малой колпицы 76 см, оперение белое. Часть головы, клюв и ноги чёрные.

## Распространение
Малая колпица гнездится на островах перед западным побережьем Кореи и Китая. Регион зимовки расположен на Тайване, в Японии, Гонконге, Китае, Вьетнаме, Макао и Южной Корее.
С 2003 года гнездится в России на острове Фуругельма.

## Угрозы
По причине охоты, разрушения естественных мест обитания и загрязнения окружающей среды численность популяции достигла в 1988—1990 годах самой низкой отметки — 288 особей. В 2001 году после успешных усилий по спасению вид сменил статус в Красном списке с «непосредственной угрозы вымирания» на «серьёзную угрозу вымирания». Учёт в этот год показал численность в 969 особей, в 2005 году по данным организации по охране птиц BirdLife International численность составила 1475 особей.
В 2002—2003 годах интерес средств массовой информации был вновь привлечён к малой колпице из-за очередной угрозы массового вымирания. На этот раз опасность исходила от вспышек на Тайване ботулизма, связанного с чрезвычайно высокими зимними температурами. Ботулизм стал причиной гибели 73 птиц, что соответствовало 7 % мировой популяции. Ботулиновые бактерии развиваются прежде всего в унавоженных водоёмах.